# Azania Front Lutheran Church
Azania Front Lutheran Church är en kyrkobyggnad som tillhör den evangelisk-lutherska kyrkan i Tanzania, och som utgör katedralen i dess östra och kustliga stift. Kyrkan är placerad i Tanzanias största stad Dar es Salaam, och är ett välkänt landmärke och välbesökt av turister.
Kyrkan ligger i stadens centrum, nära oceanen och hamnen. Kyrkan uppfördes av tyska missionärer mellan 1898 och 1902 i en tidstypisk bayersk och gotisk stil.

## Historik
Den första gudstjänsten i kyrkan hölls 1902. Ordet "Azania" ska härröra från ett tyskt ord för den östafrikanska kusten. Således betyder namnet den lutherska kyrkan vid den östafrikanska kustens front.

## Läge
Katedralen ligger mitt i Tanzanias största stad och de facto huvudstad Dar es-Salaam. Den ligger längs Kivukoni Front Road längs den Indiska oceanens strand, och nära hamnen. Den är således bland det första man ser när man anländer till staden med båt.

## Arkitektur
Kyrkan uppfördes av den tyske arkitekten Friedrich Gurlitt och färdigställdes 1902. Den uppfördes i en nygotisk kolonialtypisk arkitektur som en fristående kyrka med tillhörande prästgård. Det är en hallkyrka med emporer vid dess sidor. Den är byggd av korallsandsten.

## Galleri

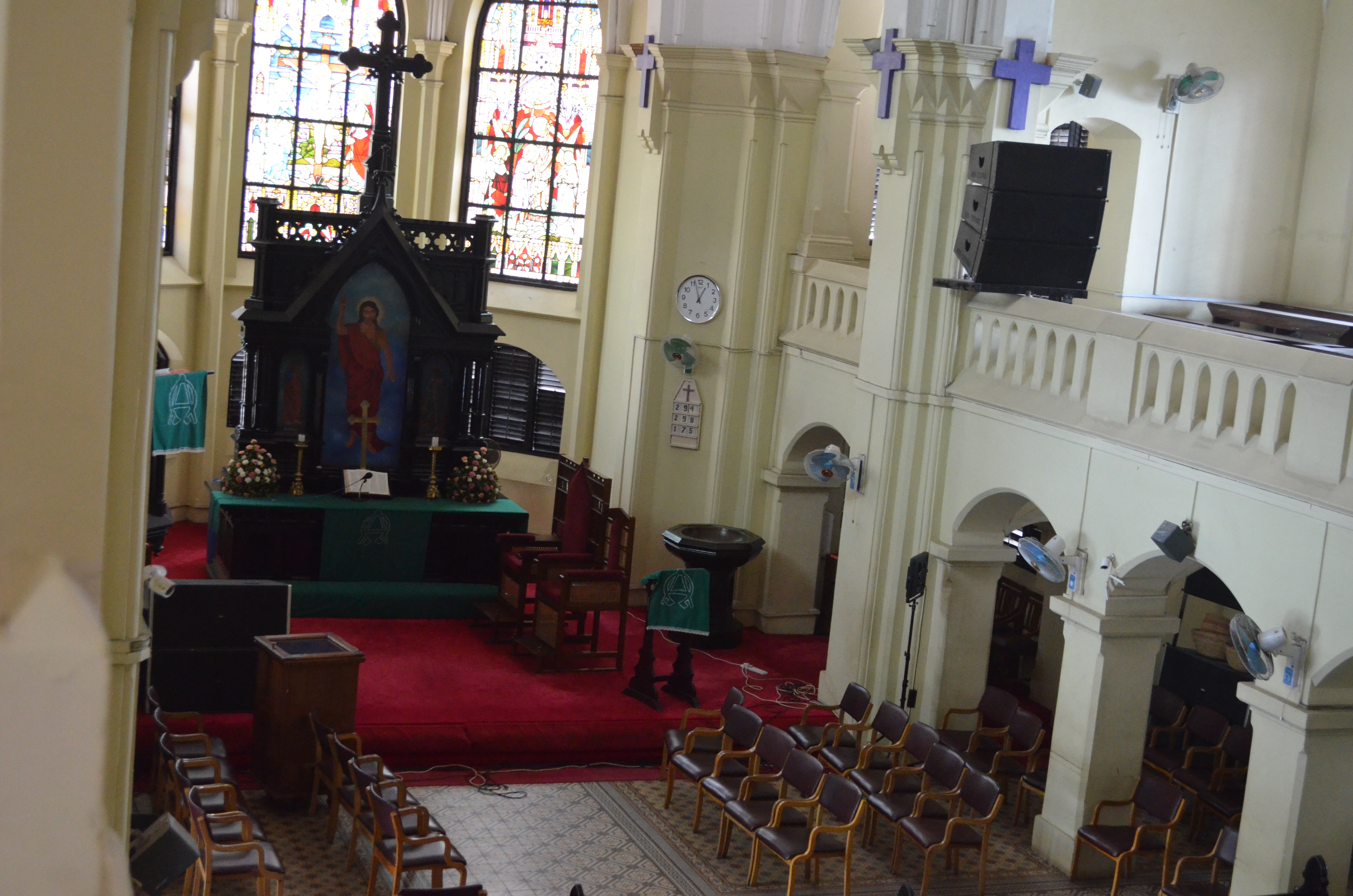
Altaret i kyrkan
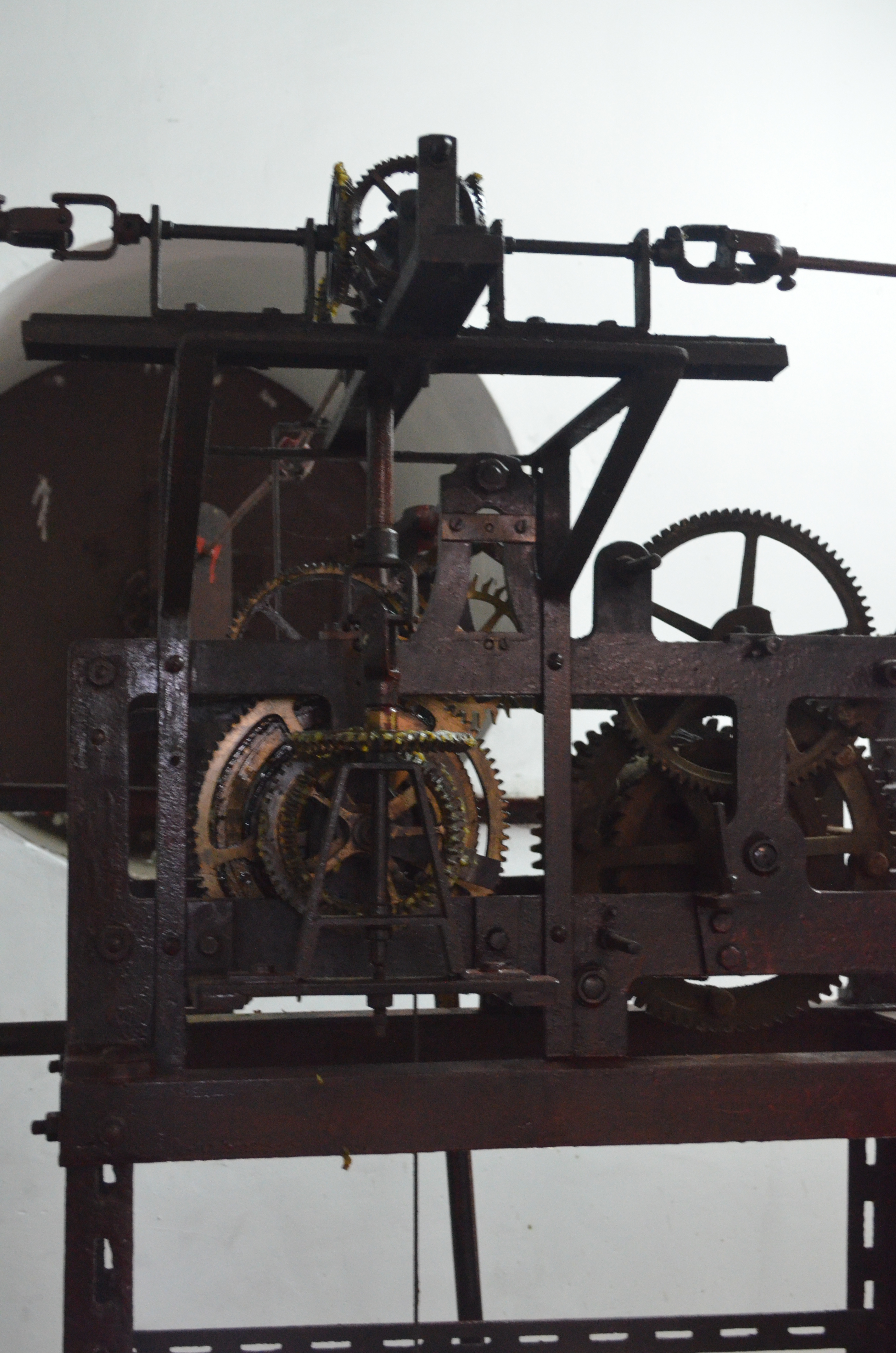
Maskineriet från kyrkklockorna är original från när kyrkorna byggdes, och behöver fortfarande vridas upp med jämna mellanrum.
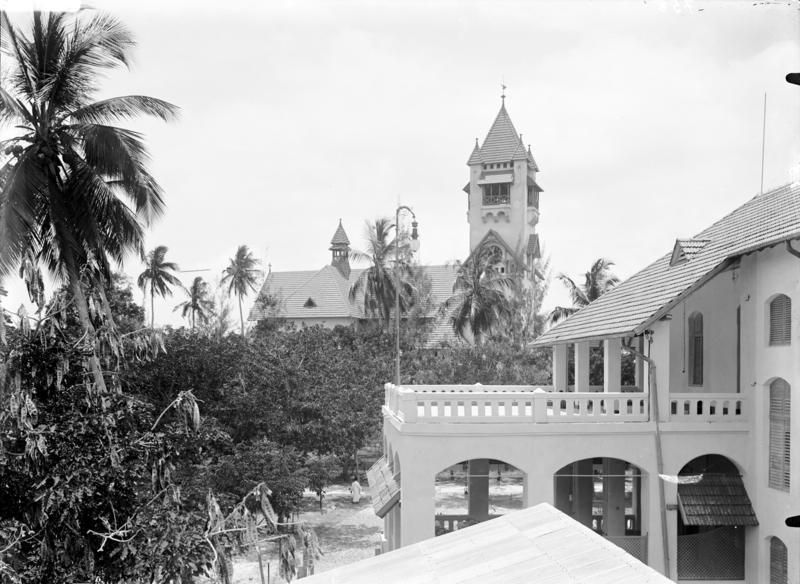
Kyrkans utseende under 1910-tal
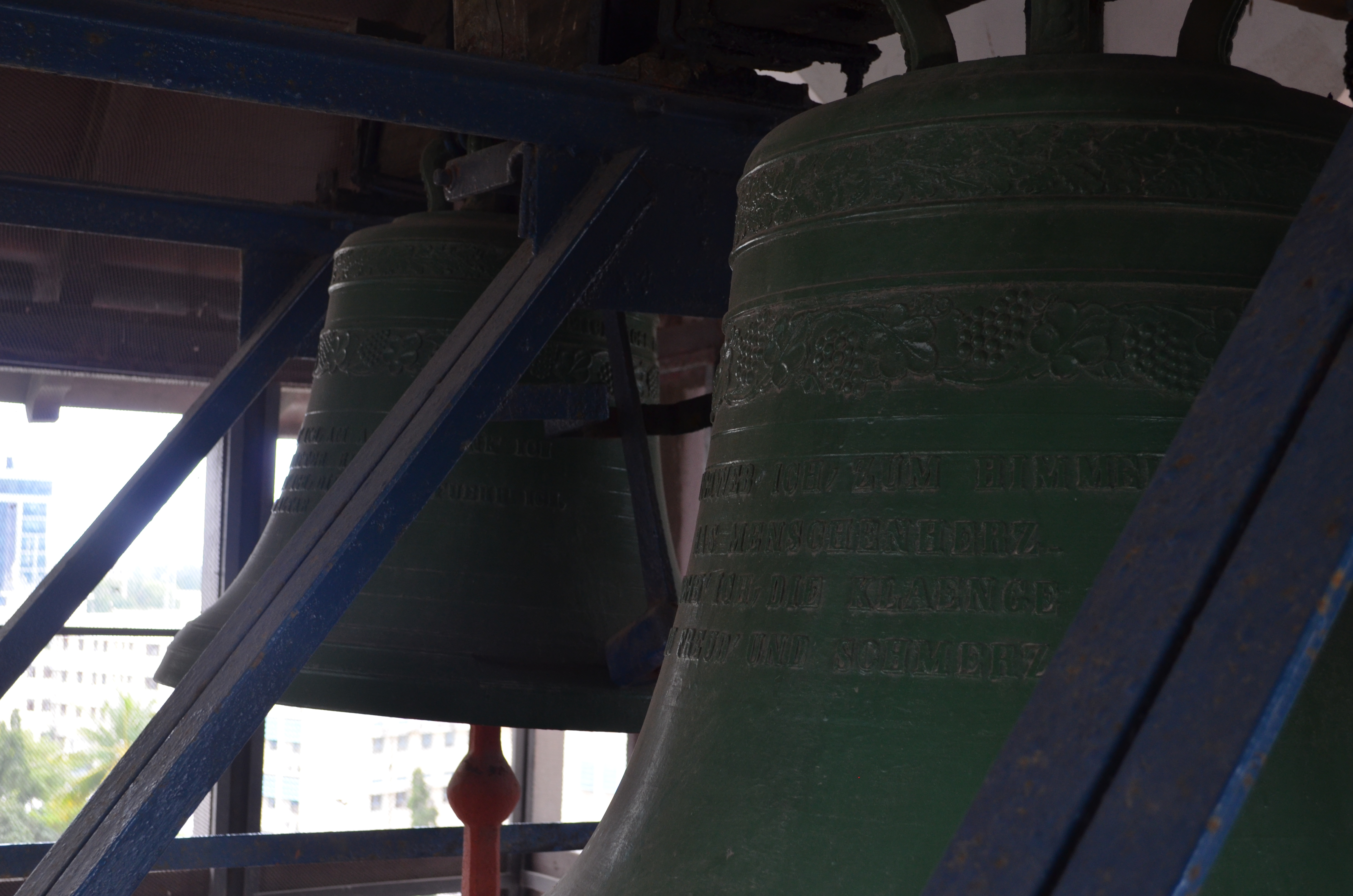
Kyrkklockorna är också i original, och mycket tunga. Flera manskraft behövs när de ska ringas i för gudstjänst.